# 1008
1008 (MVIII) fue un año bisiesto comenzado en jueves del calendario juliano.

## Acontecimientos
- El texto completo de la Biblia hebrea más antiguo que existe, conocido como Códice de Leningrado, y que se encuentra en la Biblioteca Nacional Rusa (Saltykov-Shchedrin), San Petersburgo; está fechado entre los años 1008-1009. Se usa hoy como texto básico de las principales ediciones modernas impresas de la Biblia hebrea.
- Oliba es nombrado abad de los monasterios de Cuixà y de Ripoll.
- Empieza a fragmentarse el califato de Córdoba.

## Nacimientos

### Mayo
- 4 de mayo - Enrique I, rey de Francia

### Fechas desconocidas
- Gellir Þorkelsson, caudillo vikingo.
- Go-Ichijo de Japón, emperador.
- Gotelón II, duque de Baja Lorena.
- Thorer y Grjiotgard Olverson, hermanos terratenientes vikingos de Noruega.

## Fallecimientos

### Abril
- 10 de abril - Notker de Lieja, religioso suizo.

### Fechas desconocidas
- Abd al-Malik al-Muzaffar, sucesor de Almanzor y jefe político y militar del Califato de Córdoba.
- Godofredo I de Bretaña, conde de Rennes y duque de Bretaña.
- Kazan Tennō, 65º emperador de Japón.
- Gunnlaugr Ormstunga, escaldo y vikingo islandés.
- Hrafn Önundarson, escaldo y vikingo islandés.
- Raimundo III de Rouergue, conde de Rouergue y Quercy.